# Бородинская панорама
Музе́й-панора́ма «Бороди́нская би́тва» — исторический музей в Москве, посвящённый Отечественной войне 1812 года. Собрание музея включает панораму Бородинского сражения работы художника Франца Рубо, коллекции живописи, графики, скульптуры, декоративно-прикладного искусства и редкой книги, нумизматическую коллекцию и предметы снаряжения и вооружения.

## История
Панорама Бородинского сражения была написана к 100-летию события в 1911—1912 годах художником Францем Рубо, для которого стала третьей батальной панорамной картиной. Первая, «Штурм аула Ахульго», была завершена в 1890 году и принесла ему почётное звание профессора Баварской академии художеств, баварский орден Святого Михаила и французский орден Почётного легиона. Вторую, получившую название «Оборона Севастополя», художник выполнил в 1904—1905 годах.
В конце 1909 года художник предложил создать новую панораму, посвящённую Отечественной войне 1812 года, к столетию которой начинали готовиться в России. Эта идея получила поддержку, а художник — заказ от императорского двора. Над масштабным полотном Рубо работал в Мюнхене при участии Ивана Мясоедова, генерал-лейтенанта Бориса Колюбакина, художника-баталиста К. Беккера, пейзажиста М. Цено-Димера, а также художников П. Мюллера, К. Фроша и своего брата — Ж. Рубо. Картина размером 15×115 метров, представлявшая один из решающих моментов Бородинского сражения, и предметный план были завершены в мае 1912 года.
Несколько дней работа экспонировалась на благотворительной выставке в Мюнхене и была отправлена в Москву на специальных железнодорожных платформах, Рубо выехал вслед за ней в сопровождении 4 помощников и 3 рабочих.

«Высота Рубо» на Бородинском поле
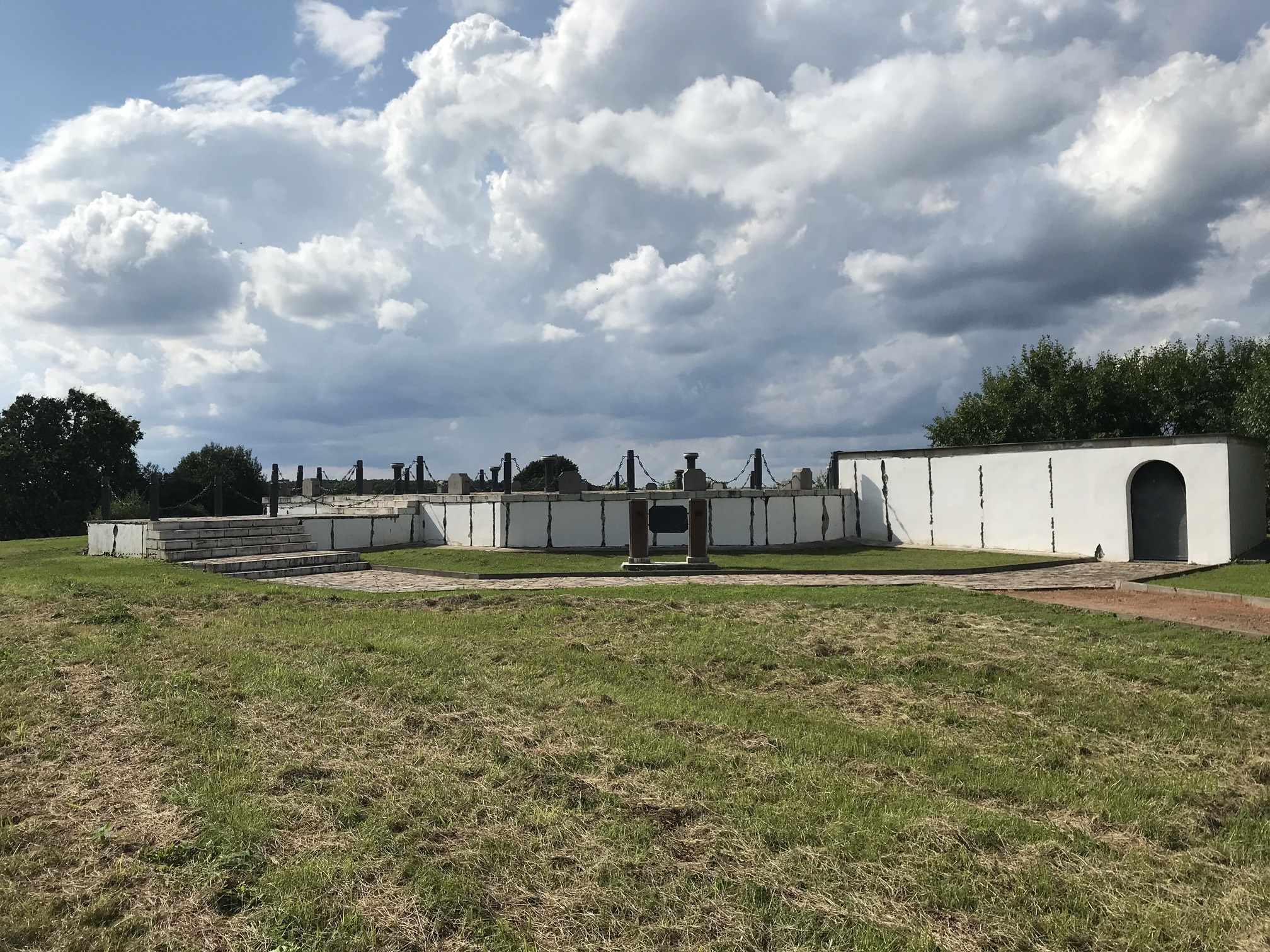
Высота, откуда художник рисовал эскизы к своей знаменитой панораме
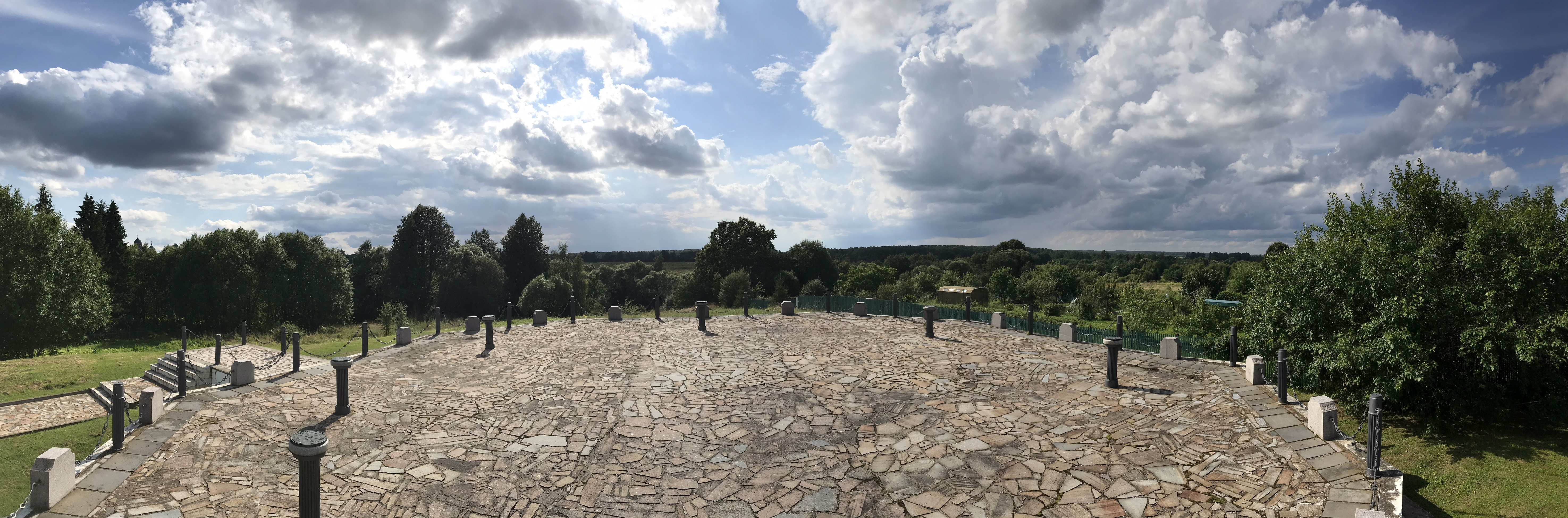
Обзор Бородинского поля с «высоты Рубо»
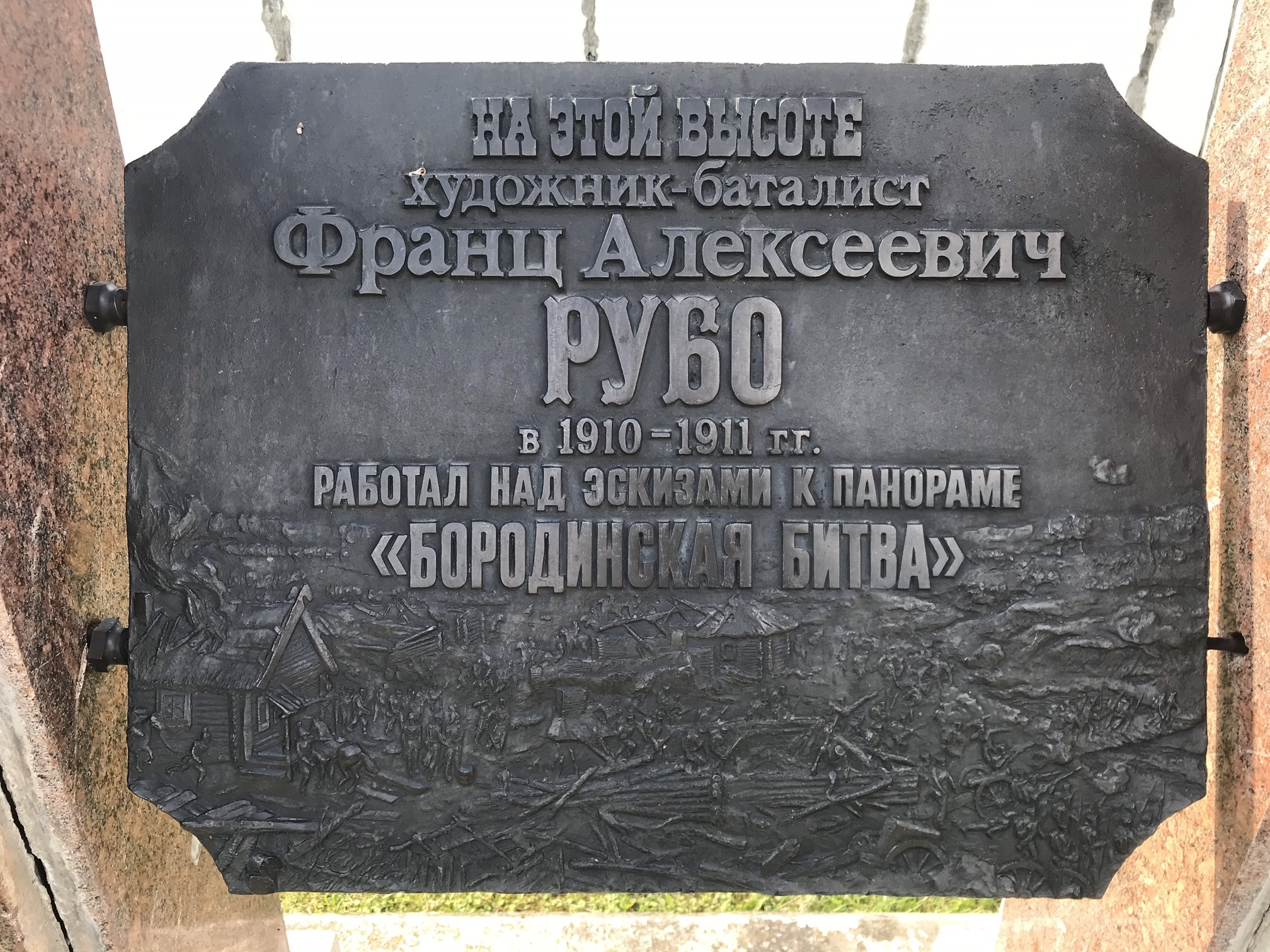
Памятный знак художнику на Бородинском поле

### Павильон на Чистых прудах

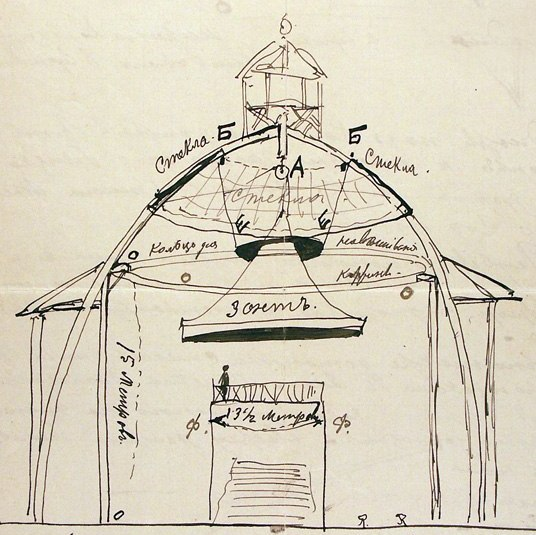
Эскиз павильона. авт. Ф.Рубо, 1912 г.

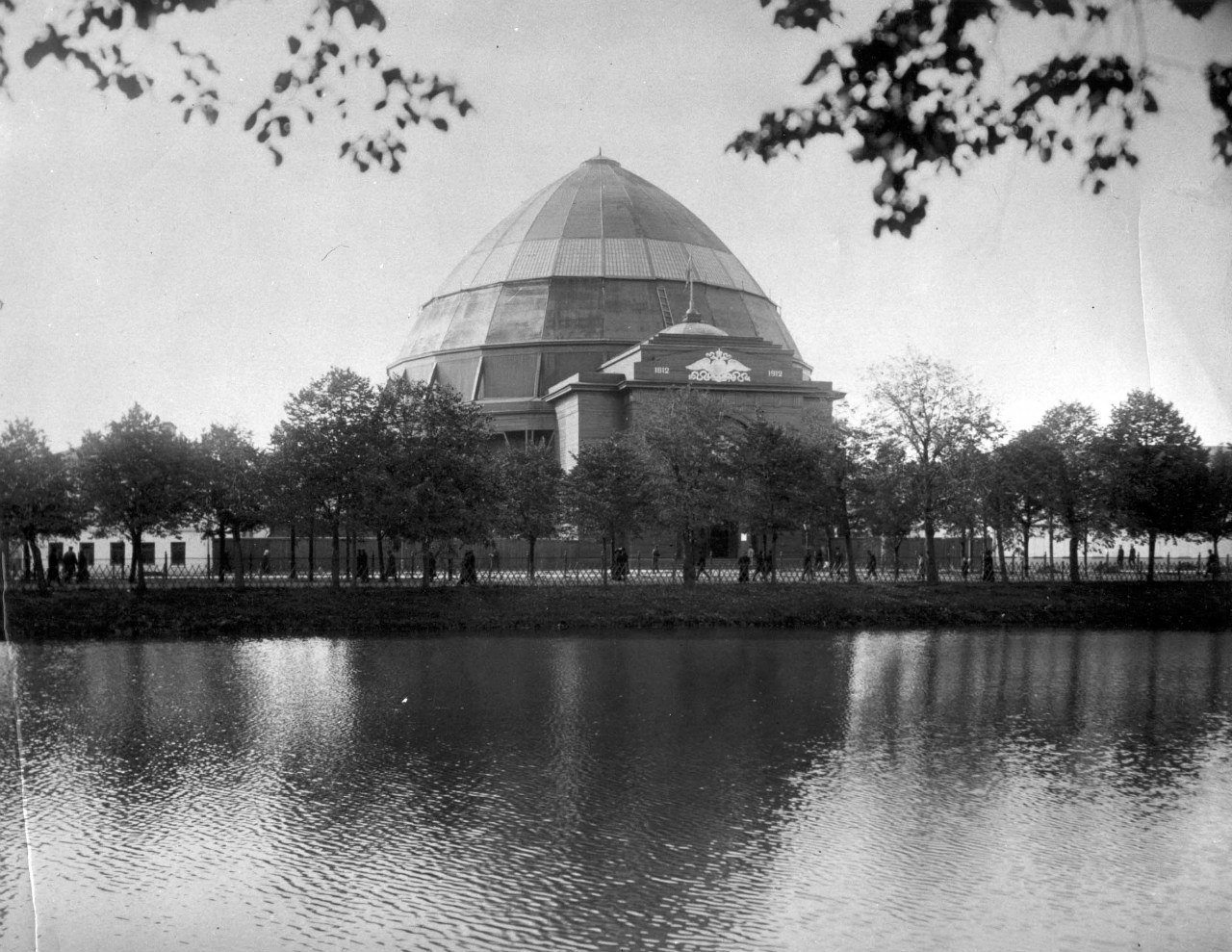
Здание панорамы на Чистых прудах, 1912—1916 гг.

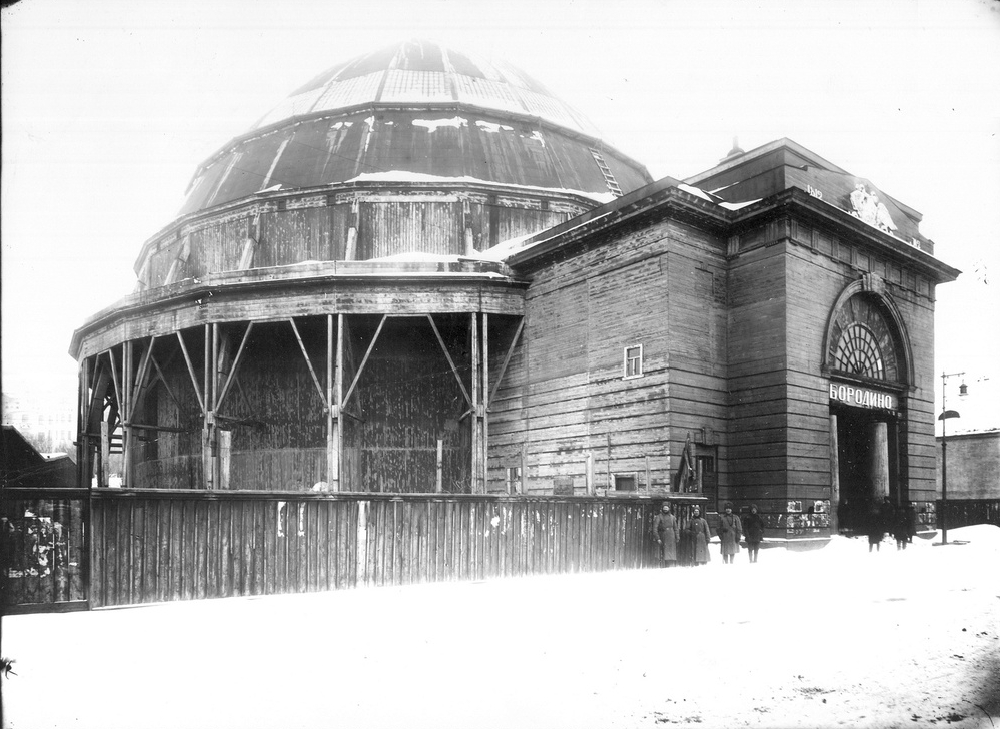
Павильон панорамы на Чистых прудах. Около 1917 г.

Специально для представления панорамы на Чистых прудах (на месте современного дома № 12А по Чистопрудному бульвару) в мае—июле 1912 года был возведён деревянный павильон по проекту архитектора и военного инженера Павла Воронцова-Веньяминова с ажурным куполом, разработанным инженером Е. Израиловичем. Строительство шло в спешке, поскольку место для павильона было определено только в январе 1912, а само сооружение было задумано как временное — на 1 сезон. Капитальное деревянное строительство в этой части города было запрещено, и в перспективе павильон планировалось перестроить в камне. Размещение огромной картины и установка предметного плана заняли около месяца, и в конце августа на улицах Москвы появились рекламные афиши, анонсирующие скорое открытие панорамы «Бородино».
Торжественная церемония прошла 29 августа (11 сентября) 1912 года в присутствии императора Николая II, семьи Романовых и представителей дворянства, а 31 августа павильон был открыт для всеобщего обозрения. Дальнейшая судьба панорамы складывалась нелегко. Крыша временного здания протекала во время дождей, из-за чего промокали и разрушались холщовый зонт над площадкой и предметный план, а на картине оставались грязные следы потёков. В 1914 году павильон временно прекращал работу по дипломатическим соображениям из-за начала Первой мировой войны, в которой Третья французская республика стала ближайшим союзником Российской империи. После Октябрьской революции здание вместе с картиной Рубо, предметным планом панорамы и всем остальным имуществом было передано электротехнической школе, использовалось для проведения пролетарских новогодних ёлок и размещения литературно-художественного кружка. В начале 1918 года павильон был вновь закрыт, а к весне постройка пришла в негодность и была снесена.

### После закрытия павильона
После закрытия павильона 115-метровая картина была навёрнута на деревянный вал и много лет хранилась в неприспособленных помещениях: под сценической площадкой Нескучного сада, в подвале собора на Миусской площади, в саду Аквариум, на театральном складе сада Эрмитаж и т. д.
Из-за неудовлетворительных условий хранения значительная часть картины фактически сгнила (из 1725 м² были утеряны 900 м²), и комиссия под руководством Игоря Грабаря, осмотревшая холст в 1939 году, пришла к выводу о невозможности восстановления. После Великой Отечественной войны было проведено повторное обследование, для которого панораму перевезли в авиационный ангар и раскатали на треть длины. Из-за удручающего состояния картины некоторые участники комиссии предлагали оставить только наиболее сохранные участки, а остальную панораму написать заново, но группа реставраторов под руководством Павла Корина предприняла попытку спасти работу Рубо. За 1,5 года полотно было восстановлено, однако Корин внёс в оригинальную работу ряд изменений, увеличив фигуру Михаила Кутузова и впервые введя на картину раненого Петра Багратиона. После реставрации картины оказалось, что в Москве нет места для её размещения, и панорама вновь отправилась на хранение — на этот раз в запасники ГМИИ имени Пушкина.

### Здание на Кутузовском проспекте

Памятник М. И. Кутузову у Бородинской панорамы

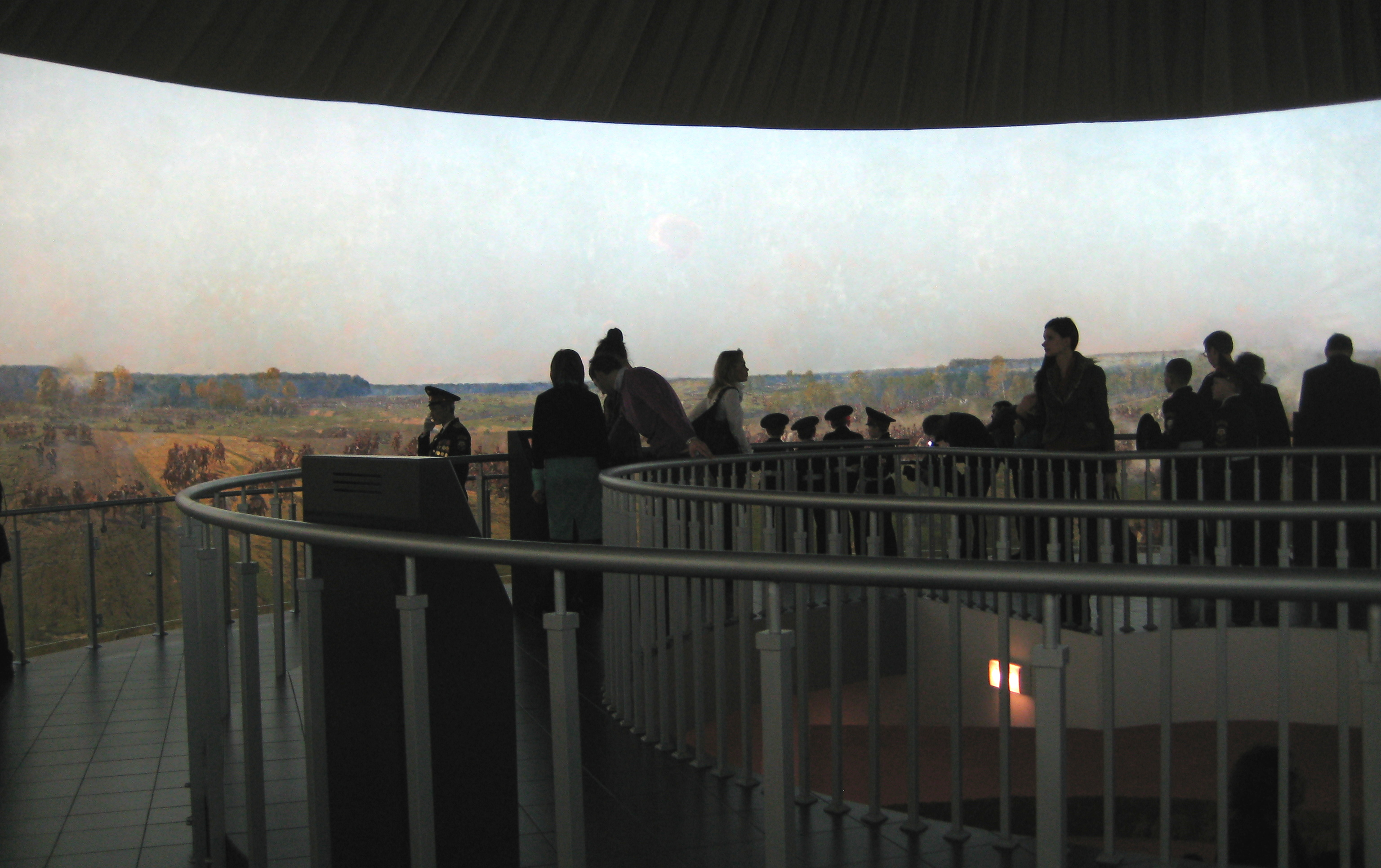
Бородинская панорама. Центральная площадка

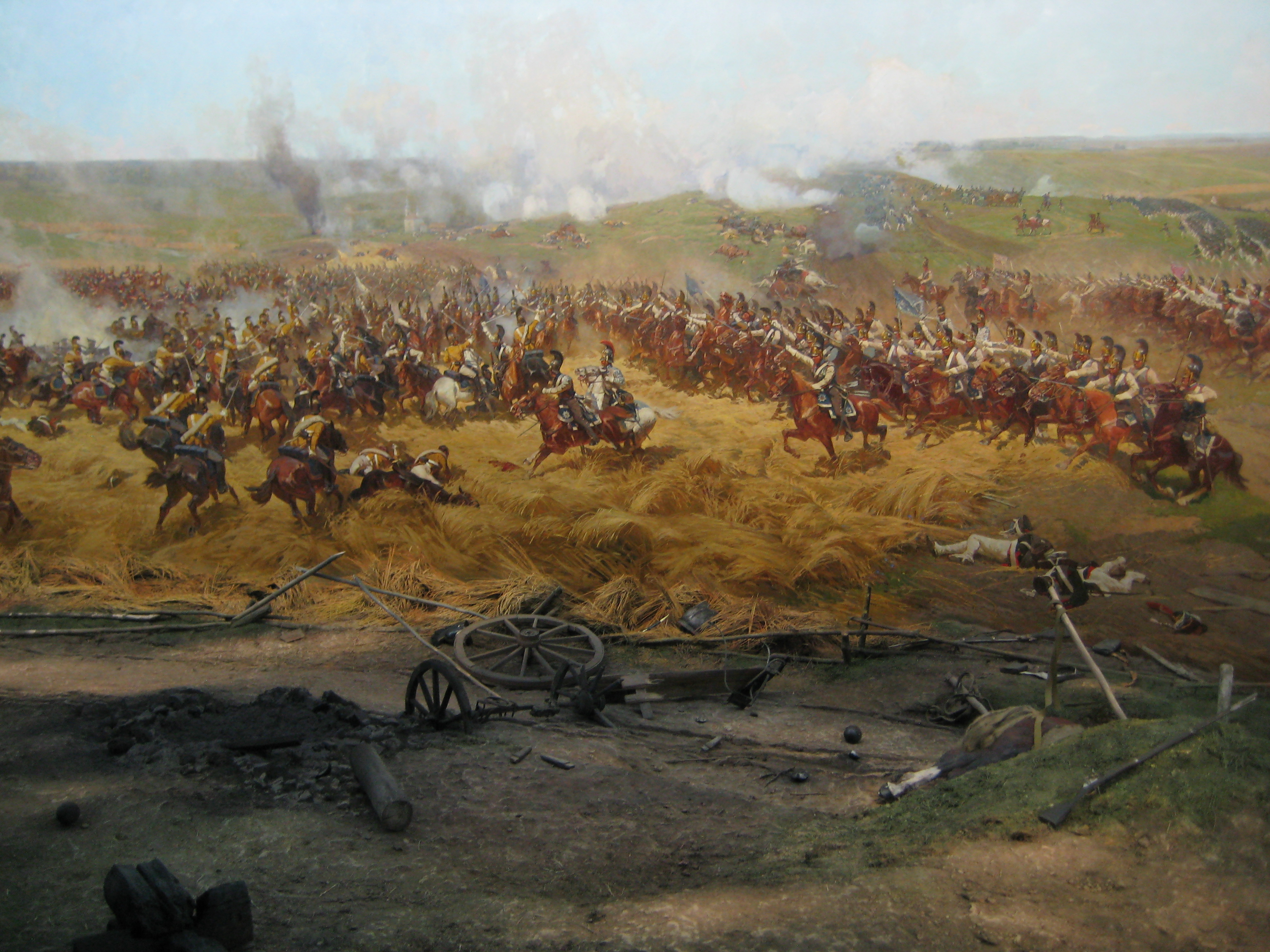
Бородинская панорама (часть картины)

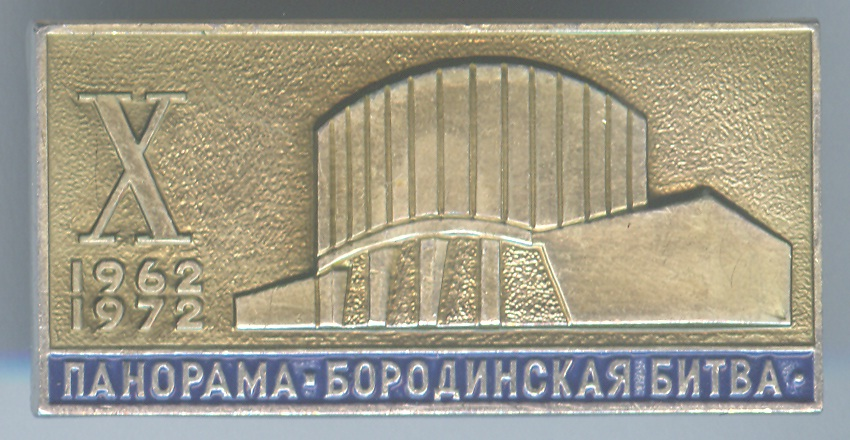
Значок Панорама Бородинская битва

Проектирование нового здания началось на волне послевоенного патриотического подъёма, и первоначальные его проекты имели характерные классические элементы: колонны, фронтоны, аркады. Саму постройку тогда планировалось разместить на берегу реки в Нескучном саду.
Позднее стройка была перенесена на Кутузовский проспект на территорию бывшего села Фили, где 1 (13) сентября 1812 года в избе крестьянина Михаила Фролова состоялся военный совет, на котором Михаил Кутузов принял решение оставить Москву без боя. Здание было возведено в 1961—1962 годах по проекту, подготовленному архитекторами Александром Корабельниковым, Александром Кузьминым и Сергеем Кучановым и инженером Юлием Аврутиным, и получило нехарактерное для советских мемориалов архитектурное решение. Основой композиции стал 23-метровый цилиндрический объём, главным образом, облицованный стеклом. По бокам от него были возведены 2 железобетонных крыла с фасадами, украшенными мозаичными панно «Народное ополчение и пожар Москвы» и «Победа русских войск и изгнание Наполеона» по эскизам Бориса Тальберга, и высеченными на боковых стенах именами героев Отечественной войны 1812 года.
По окончании строительства картина прошла очередную реставрацию, выполненную бригадой художников под руководством Михаила Иванова-Чуронова. Музей-панорама был открыт 18 октября 1962 года к 150-летию победы в Отечественной войне.
27 июня 1967 года китайские студенты, сторонники Культурной революции в Китае, облили панораму самовоспламеняющейся жидкостью и подожгли, в пожаре погибло около 60 % картины. Восстановлением утерянного полотна занимались художники-баталисты из Студии военных художников имени Митрофана Грекова, ученика Франца Рубо.
В 1973 году у входа в музей был установлен памятник фельдмаршалу М. И. Кутузову и его воинам.
Несмотря на то что здание на Кутузовском проспекте проектировалось под единственный экспонат, за последовавшие годы коллективу музея удалось собрать около 40 тысяч предметов эпохи Наполеоновских войн, включая художественное произведения, вооружение и обмундирование и снаряжение воевавших сторон. После реставрации 2011—2012 годов собрание музея было представлено в постоянной экспозиции. Осенью 2017 года начался капитальный ремонт здания музея-панорамы.
Ремонтно-реставрационные работы продолжались два года, и в декабре 2019 года музей-панорама вновь открылся для посетителей.

## Историко-мемориальный комплекс
Здание музея-панорамы является центральной частью историко-мемориального комплекса в память Отечественной войны 1812 года. С 1962 года в структуру музея в качестве отдела входит Кутузовская изба — место проведения «Совета в Филях». Оригинальная изба погибла в пожаре в 1868 году вместе с обстановкой, имевшейся во время военного совета. В 1883 году офицеры Гренадерского корпуса установили на её месте верстовой столб со Смоленской дороги. В 1887 году изба была восстановлена по проекту инженера Михаила Литвинова и архитектора Николая Струкова, основанному на этюде Алексея Саврасова 1866—1867 годов. В 2006—2007 годах в структуру музея-панорамы вошёл Музей героев Советского Союза и России, собрание которого включает предметы быта, произведения искусства и документы, принадлежавшие обладателем званий Героя России, Героя Советского Союза, Героя Социалистического труда и «Мать-героиня» и полным кавалерам Ордена Славы.
Кроме музея-панорамы и его отделов в мемориальный комплекс входят Храм-часовня Архангела Михаила при Кутузовской избе 1912 года постройки (архитектор Николай Струков); обелиск с братской могилы павших в Бородинском сражении, перенесённый в 1940-х годах с ликвидированного Дорогомиловского кладбища; бронзовый бюст Кутузова работы скульптора Николая Томского, установленный в 1958 году; возведённая в 1968 году копия Триумфальной арки скульптора Осипа Бове (оригинальная арка находилась на площади Тверской заставы, снесена); памятник Кутузову, установленный в 1973 году.

## Деятельность музея-панорамы
Собрание музея включает 37 973 единицы хранения, в том числе 28 579 предметов основного фонда. Музей имеет постоянную экспозицию площадью 1404,6 м², около 300 м² площадей для временных выставок и 200 м² хранилищ. В музее работает 88 человек, включая 33 научных сотрудников, ведущих исследовательскую деятельность по темам «Отечественная война 1812 года», «Жизнь и творчество художника-баталиста Франца Алексеевича Рубо», «Военный совет в Филях», «М. И. Кутузов. Жизнь и деятельность», «Крестьянский быт первой четверти XIX в.», работает научная библиотека.

### Собрание
Собрание музея включает фонд редкой книги (более 9,5 тысяч книг по военной истории России и Франции конца XVIII — начала XIX века), фонд графики (более 14 тысяч произведений XIX — начала XX века, посвящённых Отечественной войне 1812 года и заграничным походам русской армии, включая исполненные по натурным рисункам участников и свидетелей войны), нумизматическую коллекцию (собрание орденских знаков, наградных, памятных и юбилейных медалей, нагрудных знаков, жетонов и монет, орденских лент, денежных ассигнаций и печатей середины XVIII — начала XXI века), коллекцию живописи (портреты участников Отечественной войны, батальные полотна русских и европейских художников XIX—XX веков), коллекцию оружия (образцы холодного и огнестрельного оружия и стволов артиллерийских орудий XVIII — начала XIX веков). С 1970-х годов музей собирает коллекцию рисунков художников-фронтовиков.

### Издания
- Отечественная война 1812 года в коллекциях Музея-панорамы «Бородинская битва». Альбом-каталог/ Составитель С. В. Львов. М.: Кучково поле, 2011. — 320 с.
- «Гроза Двенадцатого года». Методические материалы. М.: Кучково поле, 2011. — 141 с.
- Митрошенкова Л. В. Год русской славы. М.: Кучково поле, 2011. — 352 с.
- Митрошенкова Л. В. Город храмов и палат. Архитектурные памятники Москвы — свидетели событий 1812 года. М.: Кучково поле, 2011. — 200 с.
- Ивченко Л. Л. Недаром помнит вся Россия. Рассказ свитского прапорщика. М.: Кучково поле, 2011. — 64 с.
- «Время сражаться». Путеводитель по основной экспозиции Музея-панорамы «Бородинская битва». М.: Кучково поле, 2012.
- Путеводитель по панораме «Бородино». М.: Кучково поле, 2012.
- Монахов А. Л. «Любимцы Марса». Путеводитель по вводному залу экспозиции Музея-панорамы «Бородинская битва». М.: Кучково поле, 2013.

## Награды
- Почётная грамота Московской городской думы (26 сентября 2012 года) — за заслуги перед городским сообществом и в связи с юбилеем[13].